# Adrien de Turckheim
Le baron Adrien Ferdinand de Turckheim (né le 19 août 1866 à Niederbronn-les-Bains et mort le 2 janvier 1948 à Paris) est le fondateur de l'entreprise française Lorraine-Dietrich, qui produisit des automobiles, du matériel de chemin de fer et du matériel militaire, notamment des moteurs d'avion.

## Biographie

### Un membre des familles de Turckheim et de Dietrich
Il est issu des familles alsaciennes anoblies Turckheim et de Dietrich, deux familles protestantes du Bas-Rhin enrichies par la métallurgie. Les de Dietrich sont maîtres de forges depuis la fin du XVIIe siècle ; la famille est spécialisée dans la production de matériel ferroviaire.
Adrien est l'un des quatre enfants nés du premier mariage d'Édouard de Turckheim (16 février 1829 - 17 avril 1909), maître de forge, actionnaire de plusieurs entreprises aux côtés d'industriels de la haute-bourgeoisie alsacienne dont Eugène de Dietrich, avec Amélie de Dietrich (27 juin 1841 - 31 mars 1874). Les frères et sœurs d'Adrien sont Eugène, l'aîné (8 mai 1865 à Niederbronn-les-Bains - 20 novembre 1958 à Florence), Virginie (née en 1867 - † ?) et Frédéric, né en 1873.
Il épouse le 9 juillet 1892 à Kolbsheim  Marie Hélène Grunelius (13 avril 1870 à Mulhouse - 5 novembre 1940 à Rugles), fille de l'industriel Carl Alexander Grunelius (de) (1834-1882) et de Marie Koechlin (1841-1890). Il a cinq enfants : Henri de Turckheim (né en 1893), Maurice (né le 11 février 1896 à Lunéville), Christian (12 avril 1898 à Lunéville - 1981), Geneviève (7 août 1902 à Lunéville - 1981), et "Hubert" Alexandre Bernard (1909 - 13 juillet 2004). Il épouse en secondes noces, en 1943, Adrienne Wiallard (1878-1968). 
Adrien de Turckheim était aussi propriétaire terrien. Il possédait un château (le château Saint-Pierre) à Blâmont, acquis en 1896.

### Un des fondateurs de laLorraine-Dietrich

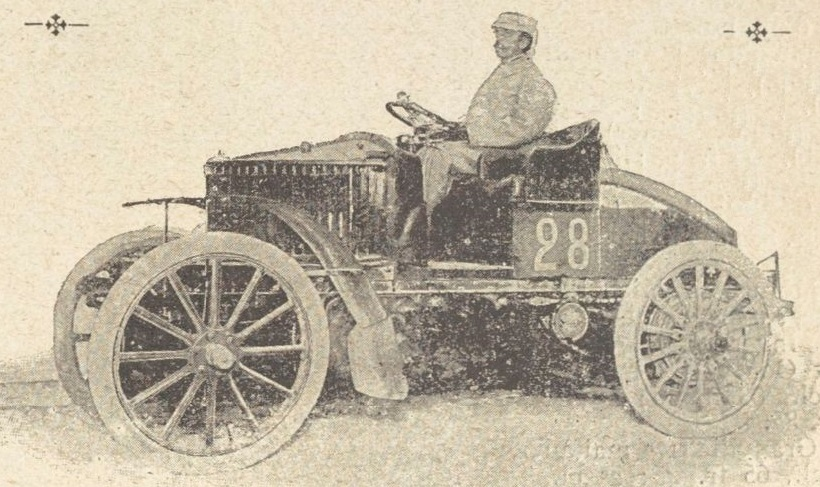
Le baron Adrien de Turckheim au Paris-Berlin 1901, sur De Dietrich.

En 1897, le baron Eugène de Dietrich crée en France, à Lunéville une société spécialisée dans la fabrication de matériel roulant ferroviaire la « Société de Dietrich et Compagnie de Lunéville ». La direction de l’entreprise était assurée par le baron Eugène de Dietrich, secondé à partir de 1890 par ses neveux Adrien, alors jeune ingénieur dynamique et entreprenant, et Eugène de Turckheim.
En cette même année, Eugène de Dietrich, qui fabriquait déjà à Reichshoffen des voitures automobiles, acquit, pour l’usine lunévilloise, le brevet d’Amédée Bollée Fils, sous l’impulsion d'Adrien de Turckheim. Débute alors la construction en série des voitures de ce type, et cette fabrication devait durer jusque dans le courant de l’année 1902. En 1901, lors du salon de l'automobile de Paris, Adrien de Turckheim entre en contact avec Léon Turcat, de Marseille. En février 1902, sans consulter sa famille, Adrien de Turckheim signe des accords avec les deux ingénieurs Turcat et Simon Méry, pour la construction de voitures de Dietrich et Cie. L'entreprise emploie quelques années l'ingénieur Ettore Bugatti au début du XXe siècle, à l'initiative d'Eugène de Dietrich.
Entre 1896 et 1905 de Turckheim participe à plusieurs courses en France et en l'Europe avec ses véhicules, remportant ainsi en 1900 la course de Strasbourg, et finissant 5e de Nice-Castellane-Nice en 1899 ainsi que 12e de Paris-Toulouse-Paris en 1900, tout en participant au Paris-Berlin de 1901. En 1900 il est intégré tout comme Eugène de Dietrich dans la commission d'exécution des concours dans le cadre Automobilisme lors des Sports de l'Exposition Universelle de 1900 -non reconnus officiellement par le comité olympique-, durant l'année des Jeux olympiques d'été de 1900, incluant durant 4 jours en juillet la course de vitesse Paris-Toulouse-Paris.
En 1905, la famille de Dietrich se retire de l'affaire. Le 4 mars 1905, la Société de Lunéville se transforme en Société anonyme au capital de cinq millions de francs, et prend le nom de « société lorraine des anciens établissements de Dietrich et Cie de Lunéville », plus connue sous l'appellation de Lorraine-Dietrich. Adrien de Turckheim est un des administrateurs de la nouvelle société. 
C'est alors l'apogée de sa vie mondaine et de sa reconnaissance sociale. Il intègre les institutions parisiennes de l’automobile, en particulier l’Automobile Club de France : il siége à sa commission sportive à partir de 1904, et à son comité jusqu’aux années 1930. Il fut l’un des deux vice-présidents de la Chambre syndicale des constructeurs d’automobiles. Il a droit à des articles flatteurs dans la presse parisienne (« Nulle personne n’est plus sympathique dans le monde de l’automobile, nulle autorité n’est plus respectée, ayant poursuivi avec une foi et une ardeur inlassable, l’amélioration et le perfectionnement des produits des merveilleuses usines de Lunéville, le baron de Turckheim voit aujourd’hui enfin la fortune lui sourire justement, et le récompenser de ses efforts », lit-on dans le Temps du 15 août 1906) et dans la presse spécialisée de l’automobile naissante. En 1907, il reçoit la croix de chevalier de la Légion d’honneur et entre au conseil d'administration de la Compagnie des chemins de fer de l'Est. Il va siéger à ce conseil jusqu'à la nationalisation des sociétés de chemin de fer en 1936-37. Il intègre en 1904, grâce aux Pourtalès, le Cercle de la rue royale. Lorsque le Cercle devient le Nouveau Cercle, Adrien reste un des membres. Et il parraine l’entrée de son fils Christian en 1925, avec le comte Robert du Luart. Il habite avant 1914 une villa à Neuilly.
L'accord avec Turcat et Rémy est rompu en 1911, Turcat et Méry voulant reprendre leur indépendance. La société a rencontré des difficultés financières et a dû faire appel à des capitaux extérieurs. Des hommes d'affaires belges prennent le contrôle de la société. Le baron Charles Nicaise en devient l'administrateur-délégué. Adrien de Turckheim reste administrateur jusqu'en 1937, mais il ne dirige plus l'entreprise. Son frère aîné Eugène préside son conseil d'administration de 1909 à 1936. Il est de même administrateur comme son frère de la Société générale d'aéronautique (SGA), fondée en 1929 à l'initiative du gouvernement et issue de la Lorraine-Dietrich. La SGA rassemble plusieurs avionneurs dépendant de commandes publiques. Cette société fait cependant faillite en 1933 alors que Lorraine-Dietrich est moribonde.

### Un engagement politique
Il est maire du petit village de Repaix de 1900 à 1904 et de 1908 à 1929 - il abandonne cette fonction pour se présenter aux municipales à Blâmont, avec l’espoir d’être élu maire, sans succès - et conseiller général URD de Blâmont de 1922 jusqu'à la guerre. 
Son frère aîné s'est engagé en politique avant lui. Eugène de Turckheim, conseiller municipal de Lunéville à partir de 1904 et maire de 1912 à 1914, a été président en 1904 du comité  progressiste de Lunéville, partisan de « l’Antibloc », l’alliance des progressistes rejetés à droite par l’affaire Dreyfus, des nationalistes et des « libéraux », les catholiques ralliés à la République de l’Action libérale populaire (ALP).
En 1923, Adrien de Turckheim tint un discours qui l’identifie plus précisément et qui causa quelque agitation dans les milieux républicains laïcs. Dans un discours prononcé sur la tombe du curé de Repaix, qui venait d’être assassiné par un jeune conscrit de Saint-Dié dans un train, il attribue cet assassinat au « résultat de l’école sans Dieu, de l’éducation sans Dieu », à une « vague abominable » qu’il jure « d’éliminer, d’exterminer ». Ce discours a entraîné les protestations indignées de la presse républicaine et des milieux de l’école publique, jusqu’à Nancy, Toul, Pont-à-Mousson, Strasbourg et aux Vosges, et même jusqu’en Algérie à Guelma, où un hebdomadaire radical-socialiste, dans un article intitulé « Le péril clérical en Alsace-Lorraine », écrit en effet : « Mieux encore, un potentat, le baron Turckheim, voulant faire des phrases sur la tombe d’un curé assassiné (…) osa prononcer ces parole qui constituent une diffamation monstrueuse de l’école laïque : « Voilà le résultat de l’école sans Dieu, de l’éducation sans Dieu. (…) ». Ainsi donc, pour M. de Turckheim, les instituteurs laïques enseignent le meurtre dans leurs classes et arment le bras des apaches et des assassins ». C’est d’autant plus fâcheux que le baron est délégué du conseil général au conseil départemental de l’enseignement primaire. Un instituteur, membre de ce conseil, lui a cherché querelle et l’a dénoncé à l’inspecteur d’académie ; l’affaire est remontée jusqu’au cabinet du ministre de l’instruction publique. Adrien de Turckheim s’est défendu en affirmant son « respect pour le corps enseignant », a précisé qu’il n’avait seulement voulu dire que l’assassin n’aurait jamais osé un tel geste « sacrilège » s’il avait été élevé « avec le respect de l’Église et du prêtre », et désigné le véritable coupable selon lui, non l’École publique laïque, mais le « bolchevisme », responsable de la « vague de matérialisme (…) et d’amoralité qui nous vient des antichrétiens d’Asie ». Cet épisode l’identifie comme « clérical » et anticommuniste, comme un républicain national ancré à droite. En outre, son discours lui a été souvent reproché par la suite. Ses adversaires politiques s’en sont servis pour mobiliser contre lui les électeurs de gauche lors des campagnes électorales. Ainsi, par exemple, il se plaint en 1932 de l’emploi dans les colonnes de L’Indépendant de Lunéville - pour qui il est « l’insulteur de l’école laïque » - et lors des réunions électorales, de « la vieille attaque du corps enseignant rabâchée depuis dix ans » et nie avoir prononcé la phrase qu’on lui attribue « l’école laïque est l’école du crime ». Cela lui valut en tout cas lors des élections l’appui de La Croix de l’Est et de l’Union catholique diocésaine, qui recommanda expressément de voter pour le baron de Turckheim, « seul candidat qui a donné satisfaction aux revendications de l’Union catholique »,. « M. de Turckheim est protestant » mais il a montré « un grand libéralisme et une parfaite loyauté vis-à-vis des catholiques ». Des catholiques, en accord avec l’Union catholique diocésaine, se servirent même de la religion protestante de Turckheim pour vanter leurs propres mérites et dénigrer les « cartellistes » et l’adversaire du baron, Georges Mazerand, « un catholique à la manque » : « Ne prouvons-nous pas ainsi que nous avons l’esprit plus large que les cartellistes, dont l’anticléricalisme est le véritable ciment ? Nous, au contraire, sans demander aucun billet de confession, nous accordons créance et confiance en un honnête homme comme M. de Turckheim qui ne nous cache pas que son idéologie religieuse n’est pas la nôtre ».
C'est qu'il a tenté par deux fois de se faire élire aux élections législatives, en 1928 et 1932, sans succès cependant, contre le sortant Georges Mazerand, « républicain de gauche » (c'est-à-dire modéré centriste). En 1928, il n'a obtenu au second tour que 8 640 voix, contre 11 476 pour Mazerand. En 1932, il est à nouveau battu au second tour par Mazerand qui obtient 57 % des suffrages exprimés alors qu'il n'en obtient que 39 %. 
Il est en tout cas le chef de file des républicains de la Fédération républicaine de l'arrondissement de Lunéville. Il préside la réunion de propagande organisée à l'occasion du congrès de la Fédération républicaine de Lorraine à Lunéville le 10 mars 1929. Il est présent au congrès de la Fédération à Paris en 1932. Il ne se représente pas en 1936 et le comité des républicains nationaux de Lunéville appelle à voter pour Mazerand, qui s'est déclaré hostile au Front populaire. 
Adrien de Turckheim est un « républicain national ». Il partage les vues intransigeantes de Louis Marin et d'Édouard de Warren à l'égard de l'Allemagne comme vis-à-vis des partis de gauche. Il refuse la « concentration républicaine » (l'alliance avec les partis centristes, Alliance démocratique et radicaux). Il se déclarait en 1928 candidat de « la droite républicaine (qui) doit être représentée par des candidats dont les opinions politiques, économiques et religieuses ne font de doute pour personne ». Les siennes étant celles des « conservateurs », qui s’appuient sur les traditions, des « nationaux » qui aiment leur patrie, des « sociaux », qui entendent « améliorer dans l’ordre le sort de tous les travailleurs », et des « révisionnistes », qui veulent « mettre fin par un changement constitutionnel au désordre parlementaire actuel », pour mettre en place « un gouvernement stable, fort et respecté ». En 1932, dans sa profession de foi, il demande aux électeurs de « n'envoyer à la Chambre que des républicains nationaux sûrs de leurs opinions »  et dénonce le « danger d'une majorité cartelliste appuyée toujours sur le socialisme international créateur de faillite et de désordre et prêt à de dangereuses concessions à l'extérieur » . 
Il est aussi membre du conseil d'administration du Journal de Lunéville, aux côtés de patrons comme Adrien Michaut, directeur et administrateur-délégué des cristalleries de Baccarat, et il rédige à partir de 1932 les éditoriaux de cet hebdomadaire d’arrondissement. Ses adversaires politiques moquant avec férocité « le pauvre homme, qui chaque vendredi, les pieds au chaud, rote en cadence et pète du feu », son « inutile pensum », « ses affirmations effarantes, ses vaticinations, ses régurgitations ». Ils dénoncent aussi les déboires de la Lorraine-Dietrich et de la Société générale d'aviation. Il y critique, à longueur d’éditoriaux, « l’immonde cartel » au lendemain du 6 février 1934 puis le Front populaire, « les socialistes qui ne rêvent que révolution et désarmement », la franc-maçonnerie, la « bande bolcheviste » et « Blum et sa bande de métèques aux noms étrangers ». Il se désole de la situation de la France en 1934 et la compare défavorablement à celle de l'Italie fasciste. Il demande la révision de la constitution. Son antiparlementarisme est de plus en plus virulent. Il appelle de ses vœux, en 1934, « la révolution nationale » (sic), qui « doit commencer par la prise de la Chambre des députés » qui renferme « d’innombrables êtres inutiles et malfaisants ». « Ce parlementarisme (…) nous mène au néant et à la perte de l’honneur français », écrit-il en 1935. Son antiparlementarisme se caractérise par deux dimensions complémentaires. La première se fonde sur une méfiance sinon un rejet des principes démocratiques. Selon lui, le « suffrage universel, renforcé par le scrutin à deux tours » « mène fatalement à la démagogie » et « donne autant de force politique au poivrot et à l’incapable qu’au travailleur et à l’homme de génie ». Il faut donc « guérir du parlementarisme actuel où règne toujours la loterie du nombre au lieu qu’il faudrait la direction des élites », écrit-il en février 1939. Et la seconde se caractérise par l’appel à « un homme capable d’énergie ». Il convient de « donner à un chef ou à quelques hommes de valeur des pouvoirs suffisants pour imposer une volonté en dehors de toute préoccupation électorale » et de rompre avec « les méthodes parlementaires actuelles » car elles ne permettent pas « un gouvernement durable ». Mais il se désespère de trouver ce chef, qui doit être « un homme qui inspire confiance au pays, qui par son passé et ses actes énergiques ait assez d’autorité et de prestige pour que les Français s’inclinent devant des mesures de salut public qui s’imposent et qu’il imposera ». Ce leitmotiv revient sans cesse dans ses éditoriaux au cours des années qui suivent. « Où est l’homme qui saura mettre à la raison le communisme et le socialisme destructeurs, qui saura mettre fin à l’omnipotence de groupements ténébreux qui font passer l’intérêt personnel avant l’intérêt général du pays [allusion évidente à la franc-maçonnerie] » s’interroge-t-il par exemple en janvier 1934. Ses modèles sont le chancelier autrichien Dolfuss, « sa poigne et sa volonté » car « il a tenté d’instituer un État fort, indépendant de toute domination étrangère, et il a vaincu l’hydre rouge », le Clemenceau de 1917, Poincaré, « avec une moindre autorité », Doumergue. Il réclame une autorité « non pas à la Lénine, destructrice de civilisation, non pas à la Hitler, créatrice de guerre civile » mais « à la Mussolini, qui, avec une main de fer sous un gant de velours, veut la force et la grandeur de son pays, dans l’ordre et la discipline ». Il déplore en 1935 de voir « la Russie, l’Allemagne, l’Italie redressés merveilleusement par des hommes énergiques qui ont su réveiller l’amour de la patrie ». Il en conclut qu’il faut à la France « un chef ! Un chef ! Un chef qui ne s’occupe que du salut du pays ». 
Il a dénoncé « les théories pacifistes répandues à profusion par les instituteurs syndiqués sur l’ordre de la franc-maçonnerie internationale », il a mis en garde ses lecteurs dès 1932 contre les dangers que représente une Allemagne dirigée par Hitler. Il écrit en mai et juin 1933 : « Méfions-nous d’autant plus qu’il devient plus diplomate. Hitler, le bon Aryen, de cette race ancienne d’où sortent paraît-il les Germains, mettrait-il ses actes en harmonie avec ses paroles ? Mais avec quelles paroles ? Avec celles qu’il prononça dans son récent discours, si tamisées, ou avec celles de son ouvrage Mein Kampf ? (…) Quand est-il sincère ? Il n’y a pas de doute, c’est dans son livre qu’il dit ce qu’il a pensé ». « L’Allemagne d’ailleurs devient folle, écrit-il. Après la persécution des juifs qui, au nombre de six cent mille, dominaient paraît-il ce peuple de soixante millions d’habitants (…) voici que les nazis interdisent les réunions catholiques et cognent sur les jeunesses catholiques qui veulent résister. (…) Que faire contre ces sauvages, si ce n’est toujours rester forts ?». Les mois suivants, il voit en « l’hitlérisme » « une façon brutale où on retrouve le Barbare de l’Est dans toute sa cruauté » et annonce : « Il ne reste qu’une certitude, c’est la préparation de l’Allemagne à une nouvelle guerre en exaspérant son patriotisme ». En janvier 1934, il écrit encore: « Nous voilà encore une fois sous la férule du chef socialiste, avocat de l’Allemagne, qui nous mènera, si on continue à le suivre, à faire de la France la vassale de l’Allemagne. S’aplatir devant Hitler, c’est bien le meilleur moyen de renforcer encore la position de son pays ». Lors de la nuit des Longs Couteaux, il commente : « On disait que l’Asie commençait à la Vistule ; on s’aperçoit aujourd’hui qu’elle commence au Rhin ». « Hitler n’a décidément pas l’étoffe d’un Mussolini » conclut-il. Toutefois, certaines lignes montrent qu’il admire Hitler et lui sait gré d’avoir rétabli l’ordre. Un glissement apparait avec la guerre d’Éthiopie en 1935 et avec l’avènement du Front populaire l'année suivante. Lorsque les menaces de guerre se font plus précises, le danger réside désormais dans « le nouveau cataclysme que désire Moscou, pour faire régner le bolchevisme chez nous » : « Mussolini et Hitler ont écarté ce danger dans leur pays. Certes, nous n’admirons pas le nazisme fou qui fait régner la terreur en Allemagne mais on ne peut nier que les deux dictateurs ont admirablement redressé leur pays », écrit-il en 1935. Deux ans plus tard, il va jusqu’à souhaiter que « les pays de dictature, aussi bien que les soi-disant démocraties, dont la nôtre qui tourne à la dictature du prolétariat, s’unissent pour arrêter » l’URSS, « seul pays prêt à prendre la responsabilité d’une nouvelle guerre ». En effet, parmi ceux « qui rêvent de guerre », il y a « peut-être Hitler », il y a surtout « Staline et ses soviets qui savent que d’une nouvelle guerre naitrait une révolution universelle qui réaliserait leurs rêves de destruction ». Hitler est tantôt décrit en 1938 comme « l’illuminé de Berchtesgaden », tantôt comme celui qui dirige « nos dangereux voisins, magistralement conduits ».
Au moment de Munich, en 1938, il se dit lui face à un « affreux dilemme » : « la guerre atroce ou la honte d’abandonner entièrement un pays allié à la brutalité d’un voisin puissant qui s’assurerait un nouveau triomphe ». D’un côté, les souvenirs de la Grande Guerre, de « l’affreuse tuerie », qui font que « la paix est désirée par tous les Français » et que la mobilisation de 1938 est vécue comme « le rappel douloureux des horreurs de la Grande Guerre ». De l’autre, les accords sont perçus comme « une nouvelle humiliation ». Il s’interroge : « De quel droit l’Allemagne s’approprierait-elle cette partie du royaume de Bohême que depuis mille ans faisait un bloc ? ». Alors que des Munichois convaincus affirment que la Tchécoslovaquie, née en 1918, est une mosaïque de peuples sans avenir. Et il ne s’illusionne pas sur les promesses d’Hitler : « Ce que nous cédons aujourd’hui nous retombera sur la tête plus tard, malgré les hypocrites assurances amicales qu’(Hitler) nous prodigue ». Il avertit ses lecteurs : « Qu’on relise son ouvrage Mein Kampf » qui annonce « la menace de destruction de la France ». Rappelant à ses lecteurs aussi le souvenir de l'empereur allemand Guillaume II et de ses promesses : « Nous sommes payés pour savoir ce qu’(elles) valaient ». Finalement, il juge que la « catastrophe a été évitée » mais il s’agit « d’un piètre résultat diplomatique », qui lui fait éprouver « un sentiment de déchéance ». Mais là encore, la guerre serait voulue selon lui par les « moscoutaires » et son éditorial du 1er janvier 1939 résume son opinion : « L’Anschluss et l’écrasement de notre alliée la Tchécoslovaquie laisseront dans nos cœurs de la tristesse et des remords, mais fallait-il pour une alliance imprudente mener à la mort tant de jeunes Français ? Non, certes ; et si Munich a été une humiliation comme autrefois Fachoda, il faut nous dire qu’une guerre mal préparée par deux ans de gouvernements insensés de Front populaire aurait pu nous amener à une affreuse catastrophe, sans pour cela sauver notre alliée ».
Il est proche du Rassemblement national lorrain à partir de l'été 1936. Il assiste ainsi à la grande réunion de propagande du RNL à Nancy le 25 octobre 1936. Au conseil général, il prend position pour une augmentation des dépenses sociales en novembre 1936, malgré l’opposition du président Louis Marin. Un conseiller général, le député Jean Quenette, proposait d’augmenter la subvention accordée à l’Office d’hygiène sociale :
« -Marin : Le Conseil me paraît s’engager (…) dans une voie de générosité extraordinaire ! Il imite l’État ! Il accorde tout ce qu’on lui demande, et il voudrait même aller au-delà. Mais où finalement trouvera-t-il des fonds ? Le conseil général, jusqu’ici, a eu une politique toute autre, une politique d’économies, de diminution des impôts. (…)
-Turckheim : On ne tient pas compte de la proposition de M. Quenette ? Elle est extrêmement intéressante, et je l’appuie de toutes mes forces.
-Marin : Mais les choses intéressantes pullulent ! Aux communes qui ont demandé pour les régions dévastées, vous donnez un centième de ce qu’elles ont demandé ! Voilà ce que vous pouvez leur donner, et vous voulez faire des générosités ailleurs !
-Turckheim : C’est la question sociale qui domine tout.
-Marin : Tout est passionnant ! Il faudrait que nous ayons des millions et des millions ! Les avons-nous ?
-Turckheim : Il paraît que oui.
-Marin : Non, nous ne les avons pas».

Il fait partie avec son frère Eugène des rares industriels lorrains qui soutiennent par leur argent le combat politique de la Fédération républicaine en Lorraine. Il a été actionnaire des deux journaux nancéiens contrôlés par Louis Marin et François de Wendel, L'Impartial de l'Est en 1921 et L'Éclair de l'Est à partir de 1925. Il est cependant un frein aux négociations pour la reprise de L'Éclair de l'Est en 1925, entre François de Wendel et Jules Dassonville car il s'est opposé à la transformation de l'Impartial de l'Est en hebdomadaire. De Warren se fâchant même en février 1926, tançant sévèrement Adrien de Turckheim : 

« Votre lettre, que j’ai montrée à Marin, nous fait beaucoup de peine. Vous êtes de ces types de Français bon cœur et esprit indiscipliné qui, dans notre pauvre France, font perdre toutes les batailles depuis 40 ans sur le terrain électoral ! Depuis plus d’un an notre chef, Marin, nous demande de concentrer tous nos efforts sur un seul journal quotidien que nous prenons en main, et d’appuyer ce journal quotidien par un hebdomadaire [ L’Impartial de l’Est ]. (…) Nous ne discutons pas le plus ou le moins bien fondé de votre opinion sur L’Impartial de l’Est. Notre idée est faite par les résultats de l’Impartial comme quotidien et par les enquêtes que nous sommes plus à même que vous de mener dans ce département pour avoir une opinion ferme. (…) Nous considérons, en lisant votre lettre, un point de vue le plus important : jamais une troupe n’a gagné une victoire quand son chef, ayant pris une décision, les officiers ou les hommes de la troupe veulent conserver chacun leurs idées personnelles et surtout agir chacun en dehors des directives du chef. (…) Vous qui êtes un chef, Monsieur le conseiller général [autrement dit, vous n’êtes que conseiller général], vous donnez l’exemple le plus frappant de l’indiscipline. »

 François de Wendel est tout aussi critique à son égard. Il écrit ainsi fin mars à Louis Marin : 

« Je préférerais ne pas être obligé d’écrire à Eugène de Turckheim sur la façon de procéder de son frère, une lettre qui pourrait ne pas lui être agréable et vous demande une fois de plus de vous interposer. L’autre jour, à la sortie de la réunion du conseil général, j’ai causé avec Adrien de Turckheim qui m’a dit qu’il ne voulait pas – interprétons si vous voulez : ne pouvait pas – payer les 200 000 francs représentant le passif de l’exploitation de l’Impartial. Depuis le 1er août 1924, date à laquelle j’ai déclaré me désintéresser d’une opération que je trouvais absurde, (…) la Lorraine-Dietrich (a versé) une subvention de 10 000 francs par mois à l’Impartial. (…) Si cela gêne les Turckheim vis-à-vis de leur société de demander d’un seul coup 200 000 francs pour l’Impartial, je ne demande pas mieux que de faire l’avance (…) mais j’entends ne pas être à découvert et avoir la certitude écrite qu’en sus des  128 000 francs de traites, l’Impartial recevra de MM. de Turckheim (…) une somme de 70 000 francs. »

Louis Marin et Édouard de Warren le font toutefois entrer au conseil d'administration de la « Presse de l'Est » en 1927, notamment parce qu'il est protestant car, comme l'écrit Édouard de Warren, « cela équilibrerait » face à des laïcs catholiques dont il se méfie. Il fait même partie  d'un comité de direction restreint, avec Édouard de Warren, Jules Dassonville, Paul Sordoillet, le directeur du quotidien, Émile Meyer, le sous-directeur, et les industriels vosgiens Georges Laederich et Geistodt-Kiener.  Il s'estime boycotté par le journal lors des législatives de 1928. Le quotidien ne l'a en effet soutenu qu'au second tour, sans enthousiasme. Il menace alors de cesser ses subventions. Il n'hésite pas à critiquer le journal et ses rédacteurs : « Nos abonnés se plaignent du journal, le trouvant peu intéressant et mal présenté. Je l’ai dit souvent. (…) Meyer n’est pas à la hauteur pour le journal même s’il rend des services au point de vue politique. (…) Il est protégé par Marin et Warren ». En 1930, il souscrit pour 50 000 francs à une augmentation de capital de La Presse de l'Est, à la demande express de Louis Marin et d'Édouard de Warren, qui écrit à Marin : 

« Je t'envoie ci-joint les deux lettres que j'ai fait écrire par Dassonville à Amidieu du Clos et Turckheim. Il faudrait que tu trouves le moyen de leur dire un mot de la nécessité de cet effort personnel promis par eux du reste pour L'Éclair. Sans cela, nous ne nous en tirerons pas. Ton effort personnel est nécessaire auprès d'eux. »

 Adrien de Turckheim conditionnait sa souscription au début de l'année à la promesse que le journal soutiendrait la politique du cabinet dirigé par André Tardieu. Mais Jules Dassonville engage le sous-directeur du journal à ne pas tenir compte des avis d'Adrien de Turckheim et écrit à Louis Marin : « Je suis certain que vous sourirez en apprenant les prétentions émises par M. de Turckheim ».
En janvier 1939, Adrien de Turckheim et son frère ainé Eugène sont condamnés à une amende par le tribunal correctionnel de la Seine, pour « abus frauduleux du mandat social » en tant qu'anciens administrateurs de la Lorraine-Dietrich, du fait d'une remise d'un chèque sur le compte de la société « en vue d'un objet étranger aux fins sociales » de la firme : Eugène de Turckheim, président du conseil d'administration, a remis en mai 1932 à son frère Adrien, administrateur, un chèque d'un montant de 50 000 francs pour financer sa campagne électorale. Eugène de Turckheim est aussi condamné pour d'autres chèques d'un montant de 250 000 francs, versés à un autre frère, Frédéric de Turckheim, et destinés à des groupements politiques, sans en référer aux autres administrateurs, et pour d'autres motifs, sans liens avec la politique et en rapport avec la gestion du baron Nicaise (condamné le plus lourdement en appel à huit mois de prison avec sursis). La condamnation est confirmée en appel en 1943 et aggravée : Adrien de Turckheim est condamné à 500 francs d'amende et 2 mois de prison avec sursis et son frère à mille francs d'amende et 4 mois de prison avec sursis,.